# Elvis Gordon
Elvis Anthony Gordon (* 23. Juni 1958 in Hanover Parish, Jamaika; † 6. Mai 2011 in Wolverhampton) war ein britischer Judoka. Er war 1987 Weltmeisterschaftszweiter und 1988 Europameister.

## Sportliche Karriere
Der 1,88 m große Elvis Gordon kämpfte im Schwergewicht und in der offenen Klasse. Bei den Europameisterschaften 1984 in Lüttich unterlag er im Halbfinale der offenen Klasse dem Franzosen Angelo Parisi und belegte den fünften Platz, nachdem er in der Hoffnungsrunde gegen den Rumänen Mihai Cioc verlor. Bei den Olympischen Spielen 1984 verlor er in der ersten Runde des Schwergewichts gegen den Südkoreaner Cho Yong-chul. Im Jahr darauf trat Gordon bei den Europameisterschaften 1985 in Hamar wieder in der offenen Klasse an. In der Hauptrunde unterlag er im Achtelfinale dem Polen Andrzej Basik. In der Hoffnungsrunde kämpfte sich Gordon bis zum Kampf um Bronze durch, den er gegen Mihai Cioc gewann. Bei den Weltmeisterschaften 1985 belegte er den siebten Platz im Schwergewicht. Bei den Europameisterschaften 1986 in Belgrad unterlag Gordon im Halbfinale des Schwergewichts Henry Stöhr aus der DDR, im Kampf um Bronze unterlag er dem Schweizer Clemens Jehle. Zwei Monate später fanden in Edinburgh die Commonwealth Games 1986 statt. Im Schwergewichts-Finale bezwang Gordon den Kanadier Mark Berger.
1987 trat Elvis Gordon bei den Europameisterschaften in Paris sowohl im Schwergewicht als auch in der offenen Klasse an. In der offenen Klasse unterlag er im Halbfinale Grigori Weritschew aus der Sowjetunion. Im Schwergewichtshalbfinale verlor er gegen Clemens Jehle und unterlag dann im Kampf um Bronze dem Deutschen Alexander von der Groeben. Auch bei den Weltmeisterschaften 1987 in Essen trat er in beiden Gewichtsklassen an. Während er im Schwergewicht im Viertelfinale gegen den Ungarn István Dubrovszky ausschied, erreichte er in der offenen Klasse mit Siegen über Henry Stöhr, Clemens Jehle und im Halbfinale über den Ägypter Mohamed Ali Rashwan das Finale. Nach seiner Niederlage gegen den Japaner Naoya Ogawa erhielt er die Silbermedaille.
1988 erreichte Gordon bei den Europameisterschaften in Pamplona das Finale in der offenen Klasse und siegte gegen Akaki Kibordsalidse aus der Sowjetunion. Bei den Olympischen Spielen 1988 in Seoul verlor Gordon seinen Auftaktkampf im Schwergewicht nach 2:42 Minuten gegen den Brasilianer Frederico Flexa. Anfang 1989 erreichte Gordon das Schwergewichts-Finale beim Tournoi de Paris und unterlag dem Franzosen Laurent Del Colombo. 1989 schied er bei den Europameisterschaften in Helsinki in beiden Gewichtsklassen früh aus. Fünf Monate später bei den Weltmeisterschaften in Belgrad unterlag er im Achtelfinale der offenen Klasse Akaki Kibordsalidse. In der Hoffnungsrunde kämpfte er sich bis zum Kampf um Bronze vor und unterlag dann dem Südkoreaner Kim Geon-su.
Anfang 1990 erreichte Elvis Gordon bei den Commonwealth Games 1990 in Auckland zweimal das Finale. Im Schwergewicht besiegte er im Finale den Kanadier Tom Greenway, in der offenen Klasse gewann er gegen den Kanadier Mario Laroche. Bei den Europameisterschaften 1990 in Frankfurt am Main belegte Gordon den 7. Platz im Schwergewicht und den fünften Platz in der offenen Klasse. Zwei Jahre später bei den Europameisterschaften 1992 in Paris schied er im Achtelfinale des Schwergewichts gegen den Franzosen David Douillet aus. In der offenen Klasse unterlag er im Viertelfinale gegen den Franzosen Georges Mathonnet. In der Hoffnungsrunde erreichte er den Kampf um Bronze und gewann gegen Igor Beresnitzki aus der Sowjetunion. Bei den Olympischen Spielen 1992 in Barcelona unterlag Elvis Gordon nach 1:10 Minuten gegen David Douillet. In der Hoffnungsrunde bezwang er Henry Stöhr in 30 Sekunden, schied dann aber gegen den Spanier Ernesto Pérez durch eine große Wertung (waza-ari) aus.
Elvis Gordon starb im Alter von 52 Jahren an Bauchspeicheldrüsenkrebs. 